# Taro e Jiro

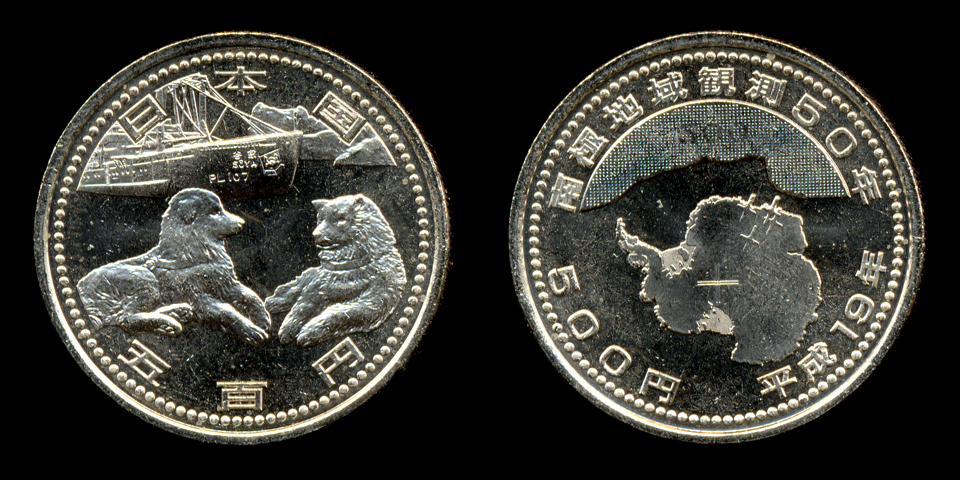
Monete commemorative

Taro (Wakkanai ottobre 1955 – Hokkaido 11 agosto 1970) e Jiro (Wakkanai, ottobre 1955  – Antartide 9 luglio 1960) sono stati due cani da slitta, fratelli e coetanei, di razza Sakhalin Husky (Karafuto-Ken), impiegati presso la base antartica giapponese Shōwa.
Sono divenuti celebri perché, dopo essere stati abbandonati, sono riusciti a sopravvivere alle rigide temperature antartiche e sono stati ritrovati al rientro alla base degli esploratori giapponesi, dopo quasi un anno.
Dalla storia di Taro, Jiro e degli altri cani della spedizione sono tratti i film Antarctica e 8 amici da salvare.

## Storia
Nel 1957 fu promossa dal giapponese NiPR (Nationale Institute of Polar Research) la prima spedizione antartica (JARE - Japanese Antarctic Research Expedition) con finalità scientifiche. Il 29 gennaio 1957 iniziarono i lavori per la costruzione della base (Stazione Shōwa) posta a 69°00'S e 39°35'E sull'Isola Ongul Orientale. 
Per gli spostamenti erano stati condotti alla stazione antartica dei cani da slitta provenienti dal Giappone, appositamente addestrati, di razza Husky di Sachalin (Karafuto-Ken).
Al suo rientro, la nave Soya aveva avuto difficoltà, ed era stata liberata dai ghiacci con l'aiuto della nave russa Ob’.
Dopo un anno era stata programmata la sostituzione dei componenti della spedizione. I nuovi componenti, come pure il materiale e i rifornimenti, erano trasportati dalla nave rompighiaccio Soya. La seconda spedizione non ebbe fortuna; il peggioramento delle condizioni climatiche bloccò la nave, che non riuscì a raggiungere la stazione antartica. Gli undici uomini della base furono trasportati sulla nave da un aereo Cessna, ma furono costretti a lasciare i 15 cani da slitta sul ghiaccio, legati alla catena.
La Soya fu liberata con l'intervento degli elicotteri della nave USCG Burton Island (WAGB-283), della guardia costiera statunitense.
L'abbandono dei cani, per quanto necessario, provocò proteste in Giappone; l'associazione animalista JSPCA promosse una petizione per il loro recupero.

## Il ritrovamento di Taro e Jiro

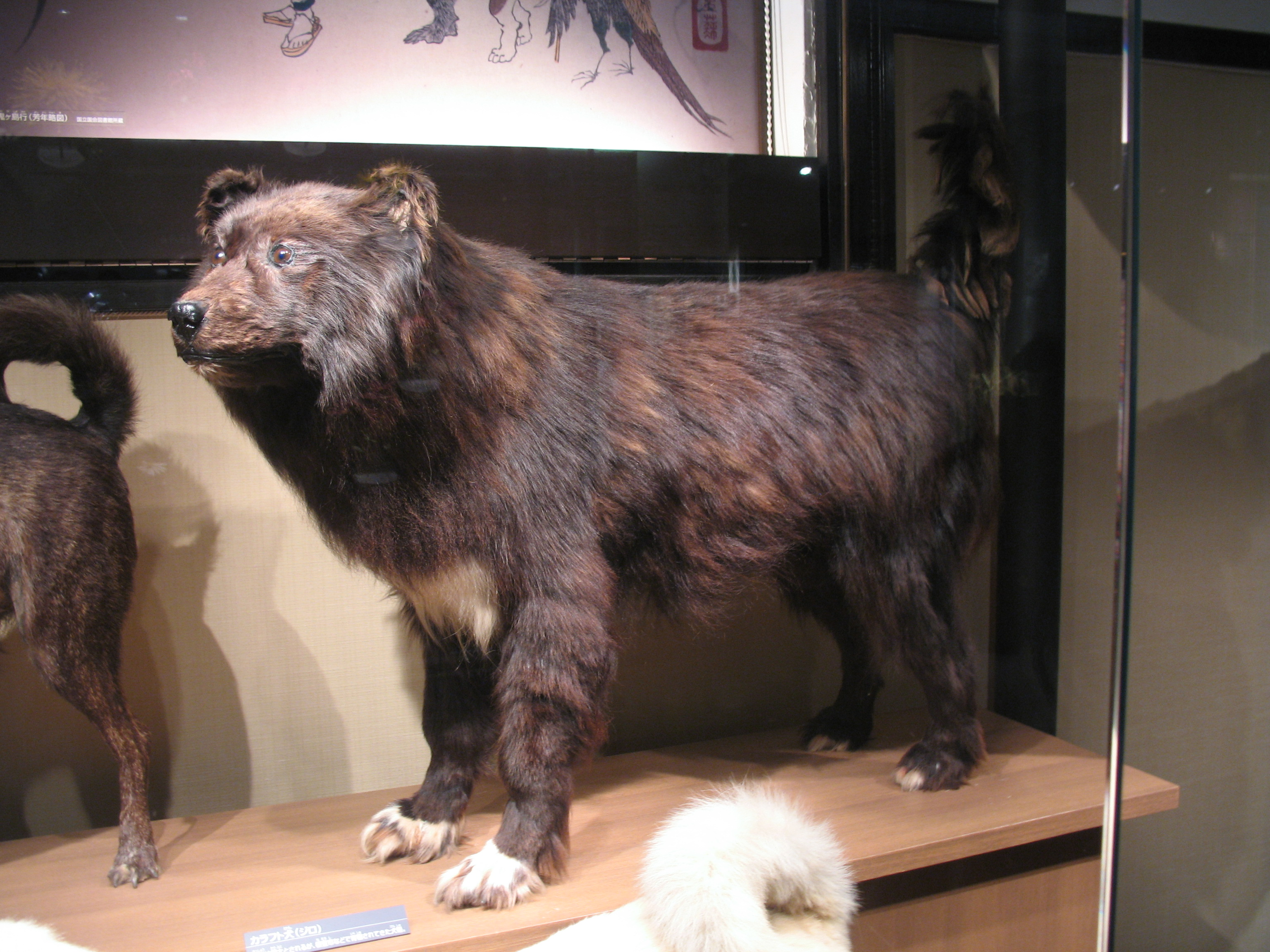
Jiro

Nel 1959 partì la terza spedizione antartica giapponese. All'arrivo alla Stazione Shōwa, si scoprì che sette cani erano morti legati e che otto si erano liberati dalle catene. Di questi, erano rimasti in vita solo i fratelli Jiro e Taro, ritrovati il 14 gennaio 1959. Viste le condizioni proibitive, deve ritenersi che una parte del gruppo dei cani sia riuscita a slegarsi e a procurarsi  cibo e modalità di riparo, benché, dopo tanti mesi, solo due siano potuti sopravvivere.
Jiro, rimasto in Antartide, continuò a vivere presso la base ed è morto nel 1960 per cause naturali. Alla sua morte, il suo corpo fu riportato in Giappone e fu imbalsamato; oggi è in mostra al National Museum of Nature and Science nel quartiere Ueno, a Tokyo.

Taro tornò a Sapporo e visse alla Hokkaido University fino alla sua morte, avvenuta nel 1970 a quasi 15 anni. Il suo corpo imbalsamato è in mostra al Museum of National Treasures, Hokkaido University Botanical Garden, Sapporo

## La memoria
Prima del ritrovamento, nel luglio 1958 ai cani abbandonati fu eretto un monumento a Sakai, per ricordare il loro sacrificio.
Successivamente, a Taro e Jiro furono intitolati vari monumenti in tutto il Giappone, come a Wakkanai e Nagoya.
Nel 1959 all'intera muta di cani fu eretto il monumento posto ai piedi della Tokyo Tower, commissionato dalla JSPCA, opera dello scultore Andō Takeshi (che aveva scolpito anche la statua del cane Hachikō nel 1948).
In Giappone è stato istituito il "Giorno dell'amore, della speranza e del coraggio" in memoria di Taro e Jiro, celebrato il giorno del loro ritrovamento (14 gennaio).

## Filmografia
- Antarctica
- 8 amici da salvare.